# Freakier Friday
Freakier Friday ist ein US-amerikanischer Spielfilm aus dem Jahr 2025 unter der Regie von Nisha Ganatra nach einem Drehbuch von Jordan Weiss mit Jamie Lee Curtis, Lindsay Lohan, Julia Butters und Sophia Hammons. Die Filmkomödie ist eine Fortsetzung von Freaky Friday – Ein voll verrückter Freitag (2003).

## Handlung
Die mittlerweile erwachsene Anna ist Mutter von Tochter Harper und plant die Hochzeit mit ihrem Verlobten Eric Davies. Der hat ebenfalls eine Tochter namens Lily, allerdings können sich Harper und Lily nicht leiden.
Durch einen magischen Zwischenfall kommt es erneut zu einem Körpertausch. Neben Anna und Harper tauschen auch Annas Mutter Tess und Lily den Körper. Anna und Tess versuchen ihre Erfahrungen vom letzten Körpertausch einzubringen, um mit der Situation umzugehen. Für weitere Komplikationen sorgt das Auftauchen von Annas ehemaligen Highschool-Schwarm Jake.

## Produktion und Hintergrund
Der Film wurde von Walt Disney Pictures, Gunn Film und Burr! Productions produziert, als Produzenten fungierten Kristin Burr, Andrew Gunn und Jamie Lee Curtis. Die Dreharbeiten starteten im Juni 2024 in Los Angeles und wurden im August 2024 abgeschlossen.
Die Kamera führte Matthew Clark, das Casting verantwortete Randi Hiller. Das Szenenbild gestaltete Kay Lee und das Kostümbild Natalie O’Brien. Mit der Komposition der Filmmusik wurde Amie Doherty beauftragt, die mit Regisseurin Nisha Ganatra zuvor für The High Note (2020) zusammenarbeitete. Ein deutschsprachiger Trailer wurde im März 2025 veröffentlicht.

## Veröffentlichung
Premiere war am 22. Juli 2025 im El Capitan Theatre in Los Angeles. In Deutschland kam der Film am 7. August 2025 in die Kinos.

## Synchronisation
Die deutschsprachige Synchronisation entstand nach einem Dialogbuch und unter der Dialogregie von Kathrin Gaube bei FFS Film- & Fernseh-Synchron in München.
| Rolle           | Darsteller            | Synchronsprecher     |
| --------------- | --------------------- | -------------------- |
| Tess Coleman    | Jamie Lee Curtis      | Dagmar Dempe         |
| Anna Coleman    | Lindsay Lohan         | Anke Kortemeier      |
| Harper Coleman  | Julia Butters         | Tilda Kortemeier     |
| Lily Davies     | Sophia Hammons        | Alina Abgarjan       |
| Eric Davies     | Manny Jacinto         | Benjamin Krause      |
| Ella            | Maitreyi Ramakrishnan | Patricia Strasburger |
| Jake            | Chad Michael Murray   | Manuel Straube       |
| Ryan            | Mark Harmon           | Walter von Hauff     |
| Madame Jen      | Vanessa Bayer         | Farina Brock         |
| Maddie          | Christina Vidal       | Julia Haacke         |
| Peg             | Haley Hudson          | Maren Rainer         |
| Harry           | Ryan Malgarini        | Maximilian Belle     |
| Grandma Chiang  | Lucille Soong         | Marion Hartmann      |
| Mr. Elton Bates | Stephen Tobolowsky    | Hans Bayer           |
| GiGi            | Chloe Fineman         | Andrea Wick          |

## Musik

### Soundtrack
- Baby (Acoustic) – Lindsay Lohan[14]
- Better Than the Last One (Ella) – Chantry Johnson
- One Fine Day – Maitreyi Ramakrishnan
- Baby – Lindsay Lohan & Julia Butters
- Take Me Away – Pink Slip & Christina Vidal Mitchell
- Ultimate – The Beaches
- The Plan – Amie Doherty
- Classic Coleman Chaos – Amie Doherty
- What a Freaking Day – Amie Doherty
- Double Switch, Double Trouble – Amie Doherty
- Baby (Beach) – Lindsay Lohan

### Weitere Lieder
- My Life Is My Own – The Whatevs
- Pretending Not To Cry – Infraviolet
- Wasting Another Day – Audrey Mac
- Here And Now – Tegan and Sara
- (I’ve Had) The Time Of My Life – JoLi
- Hot To Go! – Chappell Roan
- Super Graphic Ultra Modern Girl – Chappell Roan
- Heart Attack – The Asteroids Galaxy Tour
- Spice Up Your Life – Spice Girls
- Mistakes – Hudson Rubin
- OMG – Suki Waterhouse
- Oh! – The Linda Lindas
- …Baby One More Time – Britney Spears
- Witchy Ways – Owl Creek
- Last Girls At The Party – The Beaches
- Crumble – Manish Ayachit
- I Can’t Lose – Jonas Brothers
- Set You Free – Bad At Boys
- Happy Place – Shelly Sony, HAYM & Duke Chainem
- Emotional – Ashe

## Rezeption

### Kritiken
Oliver Armknecht vergab auf film-rezensionen.de sechs von zehn Punkten. Das Ergebnis sei besser, als man hätte erwarten können, gerade Jamie Lee Curtis habe einen Glanzmoment nach dem anderen. Allerdings könne der Film mit zwei der Protagonistinnen nicht viel anfangen, was zu einem enttäuschenden Ungleichgewicht führe.
Michael Bendix bewertete die Produktion auf filmstarts.de mit 3,5 von 5 Sternen. Diese bleibe dem Geist des Vorgängers treu, ohne sich in Nostalgie zu verlieren. Dass der Film funktioniere, liege vor allem an Lindsay Lohan und Jamie Lee Curtis, die wieder genauso perfekt miteinander harmonierten wie vor 22 Jahren.
Helene Slancar befand auf DerStandard.at, dass der Film unverkennbar die Handschrift der 2020er-Jahre trage, dem Ausgangsmaterial aber in Fantasie und Charakter überraschend treu bleibe. Die Jugendlichen seien nicht nur Karikaturen, die eine Generation mehr persiflieren als verstehen. Und auch die Alten seien mit der Zeit gegangen und erwähnen Social Media, Podcasts und Co-Parenting, ohne dabei affig zu wirken.
Kai Mihm (3 von 5 Sterne) meinte auf epd-film.de, dass das Potential ungenutzt bliebe, die Folgen des Körpertauschs blieben eigentümlich fade. Das liege vor allem daran, dass die vier Frauen sich trotz der Altersunterschiede viel zu sehr ähneln. Wenn der Film trotzdem Freude mache, sei das vor allem den vier Hauptdarstellerinnen zu verdanken.
Chris Schelb (vier von sechs Sterne) urteilte auf outnow.ch, dass der Film more of the same biete und einige Sachen aus dem Vorgänger fast schon schamlos wiederhole. Fans des Erstlings würden sich auch hier wieder bestens amüsieren. Zum einem ähnlichen Fazit kam Antje Wessels auf wessels-filmkritik.com.
Die österreichische Programmzeitschrift TV-Media (drei von vier Punkte) schrieb, dass viel zu viel gleichzeitig passiere und der Körpertausch von vier Figuren für Verwirrung sorge, die eher anstrengend als amüsant sei. Die Handlung wärme zahlreiche Ideen des Originals wieder auf, probiere aber zu wenig, diese in die Jetztzeit zu übertragen.

### Einspielergebnis
Am Startwochenende spielte der Film in den USA 29 Millionen US-Dollar und weltweit 44 Millionen US-Dollar an den Kinokassen ein. In den USA landete der Film damit hinter Weapons – Die Stunde des Verschwindens auf Platz zwei.